# 찰리 제이드
찰리 제이드(Charlie Jade)는 2005년 4월 16일부터 8월 20일까지 방영된 스폐이스 드라마이다.

## 방송 시간
| 방송 채널 | 방송 기간                 | 방송 시간                                          |
| --------- | ------------------------- | -------------------------------------------------- |
| KBS 2TV   | 2006년 1월 22일 ~ 4월 2일 | 매주 일요일 밤 11:15 ~ 12:55(100분(2편 연속 방송)) |

## 한국판 성우진(KBS)
- 김승준 - 찰리 제이드(제프리 피어스)
- 강희선 - 롬킨(미쉘 버거스)
- 오수경 - 리나(패트리시아 맥켄지)
- 양석정 - 01박서(마이클 필리포우치)
- 이완호 - 브라이언 박서(그레이엄 클락)
- 한상덕 - 크로그
- 이진화 - 스틸만
- 노민 - 루빈스키(타이론 벤스킨)
- 김규식 - 갈트(대니 커)
- 김정호 - 쏘쏘(데이빗 드니스)
- 은미 - 재스민(마리-줄리 리베스트)
- 송덕희 - 달린(니컬라 하네콤)
- 민지 - 모나(이브 자피라)
- 전숙경 - 조디(안너케 바이더반)
- 조진숙 - 케이티
- 장호비 - 번
- 탁원제 - 볼트
- 윤세웅 - 릭
- 박찬희 - 도츠
- 김환진
- 강구한

## 에피소드 목록
- 1화 - 대폭발(Big Bang)
- 2화 - 낯선 세계(Sand)
- 3화 - 혼돈의 세계(You Are Here)
- 4화 - 거짓과 진실(The Power of Suggestion)
- 5화 - 물의 비밀(And Not A Drop To Drink)
- 6화 - 실종(Dirty Laundry)
- 7화 - 사라진 다이아몬드(Diamonds)
- 8화 - 어두운 과거(Devotion)
- 9화 - 배신(Betrayal)
- 10화 - 파국의 전주곡(Identity)
- 11화 - 물보다 진한(Thicker Than Water)
- 12화 - 알파로 가는 길(Choosing Sides)
- 13화 - 진실게임(Through a mirror darkly)
- 14화 - 두 이방인(The enemy of my enemy)
- 15화 - 엇갈린 만남(Things Unseen)
- 16화 - 마침내 알파로!(The shortening of the way)
- 17화 - 폭로(Spin)
- 18화 - 함정(The Bedtime Story)
- 19화 - 후계자(Flesh)
- 20화 - 마지막 대결(Ouroborous) - 최종회